# Periope aethiops
Periope aethiops är en stekelart som först beskrevs av Cresson 1868.  Periope aethiops ingår i släktet Periope och familjen brokparasitsteklar. Inga underarter finns listade i Catalogue of Life.